# Oaky
Oaky es un famoso personaje de dibujo animado de Argentina, dirigido al público infantil, creado por Manuel García Ferré. Se trata de un bebé travieso, justo y decidido, que anda armado de dos revolveres y es uno de los principales amigos de Hijitus. Pertenece a la serie Hijitus (serie) (1967-1974).

## Características
Oaky es el hijo de Gold Silver, un anglosajón que es el hombre más rico y poderoso de Trulalá, ciudad en la que viven. Oaky es amigo de Hijitus, protagonista central de la serie, que es un niño de la calle y vive en un caño, que cuando es necesario luchar contra el mal, se transforma en SuperHijitus, un superhéroe volador. Juntos viven aventuras en las que deben enfrenarse a los malvados de la serie, el Profesor Neurus o la Bruja Cachavacha. Larguirucho, otro personaje, integra la pandilla de Hijitus y Oaky, pero también suele ser utilizado por la banda del Profesor Neurus. Hijitus y Oaky son también acompañado por Pichichus, el perro del primero. Sin embargo, pese al vínculo amistoso con Hijitus, Pichichus y Larguirucho (con este último, está muy encariñado), en los comienzos de su aparición en la serie animada, Oaky era un niño demasiado malcriado y revoltoso; a tal punto de que, en una ocasión, integró la pandilla de Neurus.
Oaky todavía usa pañales y anda armado con dos revólveres, los que desenfunda tras gritar "¡Lompo l'alma!". Le encanta vivir situaciones muy emocionantes (no en vano dice que le encanta la "aventura, tiro, lío... ¡Y cosha golda!") y está muy enamorado de "La Vecinita de Enfrente", a la que le canta una canción a modo de serenata: "La Vecinita de Enfrente me tiene loco loto, me mira indiferente, me dice te hinch'un oco; De noche sueño con ella, de día escribo versitos, por esta vecinita, perdí hasta el apitito". Sin embargo, en otro episodio, la Vecinita de Enfrente le responde a Oaky con otra canción similar a la suya, en la que se confiesa enamorada de Hijitus.
Al igual que el propio Hijitus, Oaky hace su primera aparición en la historieta Pi-Pío que García Ferré publicó inicialmente en la revista Billiken en los años 50. En dicha tira se lo denomina Oakye, y aunque sus características físicas son idénticas a las que luego tuvo en la serie Hijitus, en Pi-Pío formaba parte de alguna pandilla de delincuentes, como la del temible Guante-Blanco.